# Liste der Monuments historiques in Tarquimpol
Die Liste der Monuments historiques in Tarquimpol führt die Monuments historiques in der französischen Gemeinde Tarquimpol auf.

## Liste der Bauwerke
| Bezeichnung           | Beschreibung                                                                                   | Standort                                                      | Kennzeichnung | Schutzstatus | Datum | Bild |
| --------------------- | ---------------------------------------------------------------------------------------------- | ------------------------------------------------------------- | ------------- | ------------ | ----- | ---- |
| Römerzeitliche Ruinen | archäologische Überreste der Siedlung Decempagi, u. a. ein Amphitheater, 3. bis 5. Jahrhundert | im Ort und nördlich des Ortes sowie im Etang de Lindre (Lage) | PA00107008    | Classé       | 1930  |      |

## Liste der Objekte
| Bezeichnung       | Beschreibung                                                                                   | Standort                        | Kennzeichnung | Schutzstatus | Datum | Bild |
| ----------------- | ---------------------------------------------------------------------------------------------- | ------------------------------- | ------------- | ------------ | ----- | ---- |
| Hauptaltar        | Altartisch mit Altaraufbau und Tabernakel; Holz, farbig gefasst und vergoldet, 18. Jahrhundert | in der Kirche St-Étienne (Lage) | PM57000367    | Classé       | 1974  |      |
| Zwei Seitenaltäre | Holz, farbig gefasst, 18. Jahrhundert                                                          | in der Kirche St-Étienne (Lage) | PM57001011    | Inscrit      | 1979  |      |